# Noord-Pacifische gyre

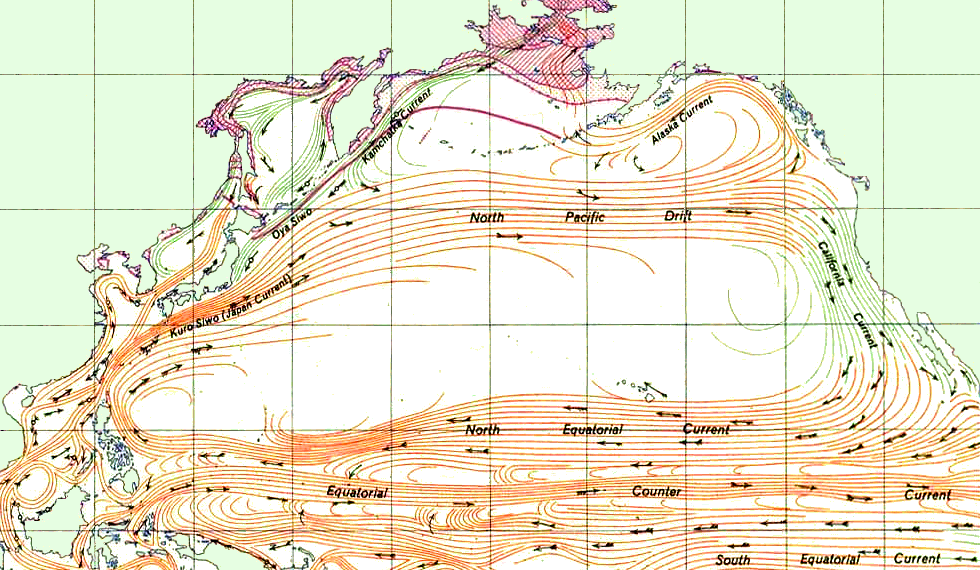
De Noord-Pacifische gyre

De Noord-Pacifische gyre, gelegen in het noordelijke deel van de Grote Oceaan, is een van de vijf grote oceanische gyres. Het is een circulair systeem van zeestromingen dat zich uitstrekt van de westkust van de Verenigde Staten in Noord-Amerika tot aan de oostkust van Japan en de Filipijnen in Azië. 
Deze gyre bestrijkt het grootste deel van de noordelijke Stille Oceaan. Het is het grootste ecosysteem op aarde, gelegen tussen de evenaar en 50° noorderbreedte, en bestaat uit 20 miljoen vierkante kilometer. De gyre heeft een cirkelvormig patroon bewegend met de wijzers van de klok mee en wordt gevormd door vier heersende zeestromingen: de Noordpacifische stroom in het noorden, de Californische stroom in het oosten, de Pacifische Noordequatoriale stroom in het zuiden en de Kuroshio-stroom in het westen. Het is de locatie van een ongewoon intense verzameling van door de mens veroorzaakt marien afval, bekend als de plasticsoep in de Noordelijke Grote Oceaan.
De Noord-Pacifische gyre en de veel kleinere Noord-Pacifische subpolaire gyre vormen de twee belangrijkste gyre-systemen in de noordelijke breedtegraden van de noordelijke Grote Oceaan. Deze circulatie van twee gyren in de noordelijke Grote Oceaan wordt aangedreven door de passaat- en de westenwindgordel. Dit is een van de beste voorbeelden van alle oceanen op aarde waar deze winden een circulatie van twee gyren veroorzaken. Fysieke kenmerken zoals een zwakke thermohaliene circulatie in de noordelijke Grote Oceaan en het grotendeels door land geblokkeerd wordt in het noorden, helpen ook deze circulatie te vergemakkelijken. Naarmate de diepte toeneemt, worden deze gyren in de noordelijke Grote Oceaan kleiner en zwakker en zal de hoge druk in het midden van de subtropische gyre zowel richting de pool als naar het westen migreren.